# Burkhard Christoph von Münnich
Burkhard Christoph von Münnich (in russo Бурхард Кристоф Миних?, Burchard Kristof Minich; Neuenhuntorf presso Oldenburg, 19 maggio 1683 – San Pietroburgo, 16 ottobre 1767) è stato un generale russo.
Di origine tedesca, servì nell'esercito francese e poi in quello russo.
Egli era figlio del nobile alto ufficiale danese di Neuenhuntorf, Anton Günther von Münnich, ed entrò nel 1699 come ingegnere nell'esercito francese a Strasburgo. Con lo scoppio della Guerra di successione spagnola nel 1701 si trasferì come capitano nell'esercito del Granducato d'Assia e nel 1705 in quello dell'Assia-Kassel. Partecipò alle campagne militari in Italia e nei Paesi Bassi e nella battaglia di Malplaquet (1709) fu promosso tenente colonnello, rimase gravemente ferito e fu preso prigioniero dai francesi presso Denain.
Dopo la sua liberazione, avvenuta nel 1713, realizzò i piani di costruzione dei canali per il langravio del Assia-Kassel Carlo d'Assia-Kassel. Nel 1716 entrò come colonnello nell'esercito sassone quindi nel 1721 come generale ingegnere nell'armata russa, nella quale diresse i lavori del canale Ladoga, del porto di Kronštadt e delle fortificazioni della città di Riga.
Dopo che lo zar Pietro il Grande lo aveva già nominato tenente generale, lo zar Pietro II lo nominò generale nel 1727 e l'anno successivo la zarina Anna I gli conferì il titolo comitale russo. Dal 1731 al 1740 ricoprì la carica di ministro di governo. Inoltre nel 1731 divenne Comandante dell'esercito e nell'anno seguente feldmaresciallo e capo del Consiglio di guerra. Egli riformò l'esercito russo e fondò il corpo nobiliare dei cadetti.
Nel 1734 conquistò Danzica, soffocò la rivolta a Varsavia, e subentrò nel comando supremo dell'esercito contro l'Impero ottomano in Ucraina. Durante la guerra russo-turca del 1736-1739, sconvolse la Crimea, prese Očakiv (nell'oblast' di Mykolaïv) nel 1737 dopo un famoso assedio, sconfisse i turchi a Stavučany (in russo Ставучаны?, presso Chotyn, nell'oblast' di Černivci) nel 1739, ma non riuscì ad impadronirsi della fortezza di Bender. Dopo la presa della fortezza di Chotyn, il 18 settembre 1739 l'Austria, sconfitta dall'esercito ottomano a Grocka, concluse una pace separata con i turchi (trattato di Belgrado). La pace con l'Austria liberò considerevoli forze turche divenute quindi disponibili per il fronte russo. La resa austriaca ebbe inoltre un enorme effetto sullo zar e sulle alte gerarchie russe che cercarono immediatamente di accordarsi con il sultano. L'accordo fu raggiunto a Nyssa  il 3 ottobre 1739.
Nel 1740 Münnich sostenne il reggente al trono del pretendente Ivan VI, Ernst Johann Biron, duca di Curlandia. Si fece nominare Primo Ministro e si prodigò per un'alleanza con la Prussia. Poiché la Reggente preferiva l'alleanza con l'Austria e la Sassonia, fu congedato nel maggio 1741. Nel dicembre del medesimo anno, con l'ascesa al trono della zarina Elisabetta I, fu arrestato e condannato a morte. Graziato sul patibolo, fu spogliato dei suoi beni e bandito in Siberia. Nel 1762 lo zar Pietro III lo riabilitò. Dopo la sua caduta la Grande Caterina lo nominò direttore generale dei porti baltici.